# بين ديفيس (صحفي)
بين ديفيس (بالإنجليزية: Ben Davis)‏ هو صحفي أسترالي، ولد في 1974.